# Hallautherium
Hallautherium — вимерлий рід морганукодонтових ссавців пізнього тріасу Європи. Типовий вид H. schalchi відомий із формації Klettgau у Швейцарії. Крім того, у Польщі був знайдений корінний зуб, який належить представнику цього роду.